# 𝼗
Cette page contient des caractères spéciaux ou non latins. S’ils s’affichent mal (▯, ?, etc.), consultez la page d’aide Unicode.
Le tech hameçon palatal ou tech crochet palatal, (minuscule : 𝼗) est une lettre additionnelle de l’écriture latine qui a été utilisée dans l’alphabet phonétique international. Il est composé de tech ‹ ʧ › et d’un crochet palatal.

## Utilisation
Dans l’alphabet phonétique international, [𝼗] a représenté une consonne affriquée palato-alvéolaire sourde palatalisée. Le symbole tech est adopté en 1921 et le crochet palatal en 1928, et leur combinaison est remplacée en 1989 par la séquence des symboles des consonnes [t] et [ʃ] suivi d’un j en exposant : ‹ tʃʲ ›, pouvant être liés par un tirant dans les cas ambigus : ‹ t͡ʃʲ › ou ‹ t͜ʃʲ ›.
Il est utilisé dans quelques ouvrages sur le lituanien.

## Représentations informatiques
Le tech hameçon palatal peut être représentée avec les caractères Unicode (Latin étendu - G) suivants :
| formes    | représentations | chaînes de caractères | points de code | descriptions                                          |
| --------- | --------------- | --------------------- | -------------- | ----------------------------------------------------- |
| minuscule | 𝼗               | 𝼗                     | U+1DF17        | lettre minuscule latine digramme tech hameçon palatal |